# Prisma di Abbe
In ottica, un prisma di Abbe, così chiamato dal nome del suo inventore, il fisico tedesco Ernst Abbe, è un tipo di prisma dispersivo a deviazione costante, simile a un prisma di Pellin-Broca.

## Struttura

Il prisma di Abbe in un'immagine non in scala ma puramente descrittiva.

Il prisma è costituito da un blocco di vetro che forma un prisma triangolare retto con angoli interni di 30, 60 e 90 gradi. Facendo riferimento alla figura a lato, quando il prisma viene usato come in figura, un fascio di luce entra nella faccia AB, viene rifratto, subisce poi una riflessione interna totale sulla faccia BC e viene nuovamente rifratto all'uscita dalla faccia AC. Il prisma è progettato in modo tale che una particolare componente della luce con una precisa lunghezza d'onda esca dal prisma con un angolo di deviazione, rispetto al percorso originale del raggio luminoso, esattamente di 60°. Questa è la minima deviazione possibile data dal prisma, poiché tutte le altre componenti sono deviate con angoli maggiori. Ruotando il prisma (nel piano del diagramma) attorno a qualsiasi punto O sulla faccia AB, è possibile selezionare la componente deviata di 60°.
Il prisma dispersivo di Abbe non deve essere confuso con il prisma di Porro-Abbe o con il prisma di Abbe-Koenig, entrambi non dispersivi.